# Claude Carlin
Claude Carlin (* 17. Januar 1961 in Argentan) ist ein ehemaliger französischer Radrennfahrer und nationaler Meister im Radsport.

## Sportliche Laufbahn
Carlin begann 1977 mit dem Radsport, nachdem er zunächst im Fußball aktiv war. Er hatte zu Beginn seiner Laufbahn einige vordere Platzierungen und Etappensiege bei kleineren Rundfahrten in Frankreich, wie dem Circuit des Mines oder der Tour de Vaucluse. 1986 gelang ihm dann der Sieg bei der französischen Meisterschaft im Straßenrennen der Amateure und bei Paris–Mantes. Im selben Jahr wurde er Sechster bei den UCI-Straßen-Weltmeisterschaften. 1987 gewann er mit Paris–Évreux eines der renommiertesten und traditionsreichsten Rennen für Amateure in Frankreich. 1984 und 1988 wurde er von seinem Verband für die Olympischen Sommerspiele in Los Angelos bzw. Seoul nominiert. Dort schied er 1984 aus dem Rennen aus, 1988 wurde er als 70. im olympischen Straßenrennen klassiert. Carlin startete dreimal bei der Internationalen Friedensfahrt, wobei der 39. Platz 1988 seine beste Platzierung war und er 1983 eine Etappe gewinnen konnte.

## Familiäres
Sein Sohn Alexis war ebenfalls als Radrennfahrer aktiv.